# Willy Herzig
Moritz Wilhelm Herzig, auch Wilhelm Herzig, (geboren 26. August 1894 in Dresden; gestorben Mai/Juni 1978 in Wien, Begräbnisdatum 29. Juni 1978) war ein deutscher Gebrauchsgraphiker.

## Leben
Willy Herzig, Sohn des Schneiders Johann Herzig, arbeitete als Gestalter von Notenblättern von populären Musikstücken sowie als Plakat-Designer im Zeitraum der 1920er Jahre bis 1933. Er gilt heute als „der im deutschsprachigen Raum renommierteste und wohl auch produktivste“ unter den damaligen Illustratoren von Schlager-Titelbildern, deren Ausdrucksstärke positive Werbewirkungen erzielen und den Absatz und die Popularität eines Schlagers befördern sollten. Um 1920 wirkte er in Wien, danach in Berlin.  Herzig arbeitete für bekannte Verlage in Wien (Wiener Bohème-Verlag, Prest-Verlag, Ludwig Doblinger) in Berlin (Drei Masken Verlag, C. M. Roehr, Carl Brüll, Ufaton-Verlag, Edition Bote & Bock) sowie für Verlage in Paris, London, Bologna, Mailand, Neapel, San Remo, Stockholm und anderen europäischen Städten. Insgesamt sind über 50 Verlage belegbar, so u. a. auch der Alrobi-Musikverlag.
Von Herzig stammen farbenfrohe Titelblattgestaltungen von populären und weitverbreiteten Schlagersammlungen und Bucheinbänden im Zeitraum zwischen dem 1. Weltkrieg und der Machtübernahme der Nationalsozialisten, wie „100 Takte Tanz“, „Tanztee und Tonfilm“, „Tee und Tanz“ sowie „Zum 5 Uhr Tee“. In seinen grafischen Arbeiten nutzte er Stilelemente des Jugendstils, des Fauvismus bis hin zum Konstruktivismus, um den Werken von seinerzeit populären Schlagerkomponisten „ein zeitgemäßes und noch immer modernistisch wirkendes Gesicht zu geben.“ „Mit bildnerisch wunderbarer Ironie“ hat er zum Beispiel Willy Rosens Komposition „Du siehst ja aus wie ein Mann mein Schatz“ zeichnerisch zu Papier gebracht. Das Bild der mondänen Jugend seiner Zeit spiegelnd, verstand er es, auf sentimentale und elegante Art das erotische Spiel mit den Geschlechterrollen darzustellen, den Zeitgeist kreativ einzufangen und auf die Musiktitel graphisch eindrucksvoll abzustimmen.
Auch wenn er einen weiteren Teil seiner Tätigkeit der Gestaltung von Plakaten widmete (insbesondere in den späten 1920er Jahren für den aufkommenden Tonfilm), so blieb sein Schwerpunkt die graphische Gestaltung des „hübschen Notenblatts“ von Einzelschlagern, das auf einem quartformatigen Bogen (27 × 34 cm) bequem auf einem Notenpult Platz hatte. Die Schlager selber wurden auf die beiden Innenseiten des Bogens gedruckt, so dass man in der Regel nicht umblättern musste.
Mit der Machtergreifung der Nationalsozialisten in Deutschland änderte sich der Zeitgeist. Herzig entwarf fortan so gut wie keine Filmmusiknoten mehr und die Sammelbände gestalteten nun andere. Seinen Wohnort verlagerte er wieder zurück nach Wien. Nach dem Zweiten Weltkrieg war er für den Leonardi Verlag, Wien, Mailand tätig. „Man übertreibt nicht, wenn man sagt, dass Herzig die Nummer 1 der deutschen Musiknotengestalter ist.“ Er war mit Eduard Rhein befreundet.